# Anopsicus beatus
Anopsicus beatus là một loài nhện trong họ Pholcidae. Loài này được phát hiện ở México.